# Better Watch Out
Better Watch Out (bra: Perigo Próximo) é um filme de comédia de terror e terror psicológico americano-australiano de 2016, dirigido por Chris Peckover, a partir de um roteiro que ele co-escreveu com Zack Kahn. É estrelado por Olivia DeJonge, Levi Miller e Ed Oxenbould. O filme teve sua estreia internacional no Fantastic Fest no dia 22 de setembro de 2016, e foi lançado nos Estados Unidos no dia 6 de outubro de 2017, pela Well Go USA e na Austrália no dia 23 de novembro de 2017, pela Rialto Distribution.
Em 2017, foi um dos indicados para o Prêmio Saturno de Melhor Filme de Terror.

## Sinopse
Ashley vai à casa dos Lerners para cuidar de seu filho de 12 anos, Luke, na época do Natal. Quando chega na residência, a casa se torna um alvo de intrusos.

## Elenco
- Olivia DeJonge como Ashley
- Levi Miller como Luke Lerner
- Ed Oxenbould como Garrett
- Aleks Mikic como Ricky
- Dacre Montgomery como Jeremy
- Patrick Warburton como Robert Lerner
- Virginia Madsen como Deandra Lerner

## Produção
O filme foi rodado em Sydney, Austrália, em janeiro e fevereiro de 2016. Foi originalmente programado para ser filmado na Carolina do Sul por $500.000 quando o diretor Chris Peckover foi abordado pelo produtor australiano Brett Thornquest, que ofereceu um  orçamento de $3 milhões para rodar o filme na Austrália depois de ouvir que a mãe de Peckover era nativa da Austrália.

## Lançamento
Em maio de 2017, os direitos de distribuição norte-americanos de Better Watch Out foram adquiridos pela Well Go USA, que lançou o filme nos cinemas e por meio de vídeo sob demanda em 6 de outubro de 2017. Na Austrália, foi lançado em cinemas selecionados em 23 de novembro de 2017, pela Rialto Distribution. 

## Mídia doméstica
O filme foi lançado em DVD e Blu-ray pela Well Go USA em 5 de dezembro de 2017.

## Recepção
No Rotten Tomatoes, o filme tem uma taxa 89% de aprovação com base em 64 críticas, com uma classificação média de 6,9 /10. O consenso crítico do site diz: "Levado por seu jovem elenco carismático, Better Watch Out é um filme de terror adoravelmente sinistro de férias". No Metacritic, o filme tem uma pontuação média ponderada de 67 de 100 com base em 13 críticas, indicando "críticas geralmente favoráveis".
Luke Buckmaster, do The Guardian, deu ao filme uma classificação de 4 estrelas em 5 e elogiou as performances do elenco. Simon Abrams do RogerEbert.com não ficou impressionado com o filme e disse que, "Better Watch Out é uma sessão enfurecedora porque exige que você invista no bullying programático de um certo tipo de personagem e, em seguida, torça por esse mesmo tipo de ação, pois ele desafia as expectativas e se recusa a ser esmurrado até o esquecimento".

### Premiações
| Prêmio        | Data da cerimônia   | Categoria              | Nomeado          | Resultado | Ref.   |
| ------------- | ------------------- | ---------------------- | ---------------- | --------- | ------ |
| Saturn Awards | 27 de junho de 2018 | Melhor Filme de Terror | Better Watch Out | Indicado  | [ 17 ] |